# Cathedral and John Connon School
Die Cathedral and John Connon School (CAJCS) ist eine 1860 gegründete indische koedukative Privatschule in Mumbai. Die Schule gilt als eine der besten und angesehensten Schulen in Indien und umfasst fünf Abteilungen: Pre-Primary, Infant, Junior, Middle und Senior School. Zu den Absolventen der Schule gehören Salman Rushdie, Homi Bhabha, Fareed Zakaria, Ratan Tata und Zulfikar Ali Bhutto.

## Geschichte
Der anglikanische Bischof von  Bombay,  John Harding und der Pfarrer der St. Thomas Cathedral (Mumbai) gründeten 1860 ein Jungengymnasium sowie eine kleinere Schule für Mädchen im heutigen Mumbai. 1866 folgte die Gründung der Bombay Scottish Education Society (BSEC) und 1875 folgte eine Chorschule mit dem Ziel Chorsänger für die St. Thomas-Kathedrale auszubilden.1881 errichtete die BSEC ein  Gebäude an der Esplanade und benannte es nach John Connon, einem bekannten Philanthropen und Chief Registrar von Bombay. 1902 übernahm die Gesellschaft eine kleine, von der Methodistischen Kirche  betriebene Schule am Colaba Causeway. Diese wurde  zur Vorschule der John-Connon-Schule, bis sie 1920 geschlossen wurde, da sie zu klein wurde.
Mit der Zunahme der europäischen Bevölkerung in Bombay entstanden viele kleine Schulen in Bombay, die jeweils mit einer bestimmten  christlichen Konfession verbunden waren. Im Jahr 1922 schlug der Direktor der Cathedral Boys’ School vor,  dass die Cathedral Schools und die Scottish School sich vereinen sollen, und so wurde 1926 die Anglo-Scottish Education Society ins Leben gerufen. Heute wird die alte Jungenschule als Senior School genutzt, die alte Mädchenschule ist die Middle School und die John Connon School ist die Junior School. Die Infant School am Malabar Hill wurde 1965 eingerichtet.

## Organisation
Die CAJCS ist dem Indian Certificate of Secondary Education (ICSE) angeschlossen. Sie ist eine koedukative Schule, die Klassen von der Vorschule bis zur Klasse 12 anbietet, mit einem
Schüler-Lehrer-Verhältnis von 10:1. Die Schülerschaft, bestehend aus 1.960 Jungen und Mädchen, ist in vier Häuser unterteilt, die jeweils nach den Gründervätern benannt sind.
Englisch ist die Unterrichtssprache. Hindi wird als zweite Sprache unterrichtet, und Marathi oder Sanskrit werden als dritte Sprache unterrichtet.

## Namhafte Absolventen
- Dhananjaya Y. Chandrachud, amtierender Oberster Richter von Indien
- Homi J. Bhabha, Begründer des indischen Atomprogramms[3]
- Zulfikar Ali Bhutto, 9. Premierminister von Pakistan[3]
- Salman Rushdie, Schriftsteller[3]
- Jehangir Sabavala, Maler[7]
- J. R. D. Tata, Tata-Gruppe
- Fareed Zakaria, indisch-amerikanischer Autor, Politikwissenschaftler und CNN-Journalist[35]
- Cyrus Mistry, Sechster Vorsitzender der Tata-Gruppe
- Gautam Singhania, Vorsitzender der Raymond-Gruppe
- Rahul Bose, indischer Filmschauspieler, Regisseur und Drehbuchautor
- Muhammad Ali Jinnah, Gründer der pakistanischen Nation, erster Generalgouverneur Pakistans und Führer der All-India Muslim League[8]